# Renato da Silveira
Renato da Silveira (Salvador, 1944) é um antropólogo, artista plástico, designer gráfico e professor de Comunicação. 

## Biografia
Iniciou nas artes plásticas em 1965. Militou no MR8 e foi três vezes preso pela ditadura militar brasileira, em 1969, 1970 e 1971.
Exilado em Paris, fez doutorado em Antropologia pela École des Hautes Études en Sciences Sociales e pós-doutorado no Centre d’Anthropologie de Paris. Suas pinturas e serigrafias foram expostas em museus de Salvador, São Paulo e Campina Grande. Também expôs na Alemanha, França, Cuba, Chile e Estados Unidos. É professor aposentado da UFBA. Escreveu e traduziu diversos livros.